# Malý Slivník
Malý Slivník és un poble i municipi d'Eslovàquia. Es troba a la regió de Prešov, al nord del país.

## Història
La primera referència escrita de la vila data del 1248.

## Demografia
| Godina             | 1994 | 2004    | 2014    | 2024    |
| ------------------ | ---- | ------- | ------- | ------- |
| Nombre de persones | 524  | 722     | 890     | 1122    |
| Diferència         |      | +37,78% | +23,26% | +26,06% |

| Godina             | 2023 | 2024 |
| ------------------ | ---- | ---- |
| Nombre de persones | 1100 | 1122 |
| Diferència         |      | +2%  |